# Mafdal
Mafdal (מפד"ל) eller Nationalreligiösa Partiet är ett israeliskt politiskt parti.
Mafdal, som är en förkortning för Miflaga Datit Le'umit (מפלגה דתית לאומית), har sin bakgrund i den religiösa sioniströrelsen (RSM) grundad av rabbinen Abraham Isaac Kook. RSM är en ortodox gruppering som anser att Gud har gett landet Israel åt sitt utvalda folk judarna.
Inför de allmänna valen 2006 valde Mafdal i sista ögonblicket att gå in i valteknisk samverkan med Nationella Unionen under listbeteckningen Halkhud HaLeumi – Mafdal som erhöll nio platser i Knesset.

## Parlamentariker
Tre av dessa tillföll Mafdal:
- Zevulun Orlev
- Eliahu Gabbay
- Nisan Slomianski